# عبدالله الامیری

عبدالله الامیری قاضی جلسه محاکمه رئیس جمهور سابق عراق صدام حسین بود که پس از اظهارات متعصبانه جایگزین شد.